# Campeonato Mundial de Esquí Alpino de 1950
El XI Campeonato Mundial de Esquí Alpino se celebró en la localidad de Aspen (Colorado, Estados Unidos) en 1950 bajo la organización de la Federación Internacional de Esquí (FIS) y la Asociación Estadounidense de Esquí.

## Resultados

### Masculino
| Evento          | Oro                         | Plata                      | Bronce                    |
| --------------- | --------------------------- | -------------------------- | ------------------------- |
| Descenso        | Zeno Colò · Italia ·        | James Couttet Francia      | Egon Schöpf · Austria ·   |
| Eslalon         | Georges Schneider · Suiza · | Zeno Colò · Italia ·       | Stein Eriksen · Noruega · |
| Eslalon gigante | Zeno Colò · Italia ·        | Fernand Grosjean · Suiza · | James Couttet Francia     |

### Femenino
| Evento          | Oro                             | Plata                           | Bronce                       |
| --------------- | ------------------------------- | ------------------------------- | ---------------------------- |
| Descenso        | Trude Jochum-Beiser · Austria · | Erika Mahringer · Austria ·     | Georgette Thiollière Francia |
| Eslalon         | Dagmar Rom · Austria ·          | Erika Mahringer · Austria ·     | Celina Seghi · Italia ·      |
| Eslalon gigante | Dagmar Rom · Austria ·          | Trude Jochum-Beiser · Austria · | Lucienne Schmith Francia     |

## Medallero
| Núm. | País    | Oro | Plata | Bronce | Total |
| ---- | ------- | --- | ----- | ------ | ----- |
| 1    | Austria | 3   | 3     | 1      | 7     |
| 2    | Italia  | 2   | 1     | 1      | 4     |
| 3    | Suiza   | 1   | 1     | 0      | 2     |
| 4    | Francia | 0   | 1     | 3      | 4     |
| 5    | Noruega | 0   | 0     | 1      | 1     |
|      | TOTAL   | 6   | 6     | 6      | 18    |